# Kasterlee
Kasterlee is een plaats en gemeente in de Belgische provincie Antwerpen. De gemeente telt  19.000 inwoners. Ze ligt in de Kempen op een hoogte van 18 meter. Kasterlee behoort tot het gerechtelijk kanton Geel en kieskanton Herentals. Partnergemeente is Plaffeien (Zwitserland)

## Geografie
Kasterlee is centraal gelegen in de driehoek der Kempen, tussen Geel, Turnhout en Herentals.
Samen met de stad Turnhout en de gemeenten Beerse, Lille, Oud-Turnhout en Vosselaar maakt Kasterlee deel uit van het samenwerkingsverband Kordia.

### Deelgemeenten
| # | Naam      | Opp. (km²) | Inwoners (2020) | Inwoners per km² | NIS-code |
| - | --------- | ---------- | --------------- | ---------------- | -------- |
| 1 | Kasterlee | 32,56      | 8.548           | 262              | 13017A   |
| 2 | Lichtaart | 25,28      | 6.331           | 250              | 13017B   |
| 3 | Tielen    | 14,42      | 3.999           | 277              | 13017C   |

### Kernen
Naast Kasterlee (centrum) zelf behoren ook de deelgemeenten Lichtaart en Tielen tot de gemeente Kasterlee. Het gehucht Terlo sluit in het oosten aan op de bebouwing van Kasterlee-dorp, het gehucht Houtum doet dit in het zuiden.

### Hydrografie
Kasterlee is opgedeeld in drie verschillende natuurlijke structuren. In het noorden vormen de valleien van de Aa, de Rode Loop en de Kaliebeek een natuurlijke grens met de omliggende gemeenten, in het uiterste zuiden domineert de Vallei van de Kleine Nete het landschap. Precies daartussen bevindt zich de Kempense Heuvelrug, een langgerekte duinenrug die ongeveer heel de Antwerpse Noorderkempen doorkruist.

### Topografie

#### Noord Kasterlee
De Aa in het noorden van deelgemeente Tielen en de Rode Loop en de Kaliebeek in Kasterlee en Lichtaart doorkruisen cultuurgronden, broekbosgebieden, vennen en vijvers.
De Rode Loop was lange tijd een belangrijke transportader, ondanks dat de vallei en dan vooral het gebied rond de Tikkebroeken bij zware regenval grotendeels overstroomt.
De Tikkebroeken is een beschermd laagveen waar talrijke zang- en moerasvogels een onderkomen vinden, de vele waterpartijen trekken amfibieën als de alpenwatersalamander aan; ronde zonnedauw en moeraswolfsklauw bevolken de vennen. Het reservaat onderscheidt zich door de enorme verscheidenheid aan biotopen op een beperkte oppervlakte.

#### Midden Kasterlee
Kasterlees ondergronden bestaan uit waterdoorlatende zand- en leemgronden met ijzerhoudende lagen. Ongeveer 10.000 jaar geleden bedekten grote delen ijs de Kempen immers volledig. In de laatste ijstijd, de Würm-Glaciaal, loopt de vloedlijn van de Poederleezee tot in de streek van Kasterlee. Door de getijden en afzettingen vormen zich hier dekzandruggen.
Hier ontstaat de Kempense Heuvelrug die tot 40 m hoge toppen kent. Met de latere terugtrekking van de ijskappen en het dalen van de waterspiegel overwoekeren duinplanten het duinlandschap. Rond en op de duinruggen vormen zich, na de eerste duinbegroeiing, als snel eiken- en berkenbossen.
In de Middeleeuwen ontboste men deze echter op grote schaal en ontstond er op verschillende plaatsen een heidevegetatie. Deze ontbossing had als gevolg dat zand en wind vrij spel krijgen en stuifzandduinen vormden. Een hiervan is de Hoge Mouw, midden in het Provinciaal Domein Hoge Mouw. Moude of molde betekent mul zand. Jaren van intensieve recreatie deden het duin krimpen tot 35 m waar het ooit tot 40 m hoog was. De Oostenrijkse en Franse overheden zorgden voor een nieuwe bebossing van de streek van Kasterlee met vooral naaldboomsoorten. De laatste jaren werkt het bosbeheer aan de creatie van een gemengd loofbos.
Naast het provinciaal domein liggen de Kastelse Bossen of het Gestelsbos (gestel = heuvel). Deze maakten vroeger deel uit van de jachtwarande van de hertogen van Brabant. Het toenmalige Hof Ter Loo beschikte over een eigen valklegge, waar valken werden gevangen en opgeleid voor de jacht. Voor het broodnodige gerstenat trokken de valkeniers zich terug in afspanning De Valk op de markt in Kasterlee. Op de zuidrand van de Kempense Heuvelrug zijn holle wegen te vinden. Deze erosiegeulen ontstaan door de weerstand van de ijzerhoudende lagen tegen de krachten van het aflopende regenwater van de duinrug.
Ten noorden van de duinrug, in het gebied van de Witte Bergen en op de grens met Herentals ligt het Zwart Water (zwart, zwet = grens), een geklasseerd natuurgebied. Dit ingesloten stukje natuur is een laagveengebied met typische vegetatiesoorten als wateraardbei en gagel- en wilgenstruwelen. Een kijkhut laat toe om de verschillende broedvogels in het ontoegankelijke gebied te kunnen observeren.

#### Zuid Kasterlee
Ten zuiden van de Kempense Heuvelrug domineert de Vallei van de Kleine Nete het reliëf. De Kleine Nete is door zijn waterkwaliteit en natuurlijke structuur een van de properste rivieren in België. Het kanaliseren van de rivier start in 1839 en zorgt ervoor dat de sterk meanderende rivier een ideale waterweg vormt. Door deze ingrepen worden verschillende oude rivierarmen, overstromingsgebieden en meanders geïsoleerd en deze ontwikkelen eigen biotopen.
Ten noorden van de vallei vormt een paraboolduin een afwateringsplas die later verder wordt uitgediept door turfwinning, de Snepkensvijver. Broekbossen en droge heide wisselen elkaar af. Dit kwetsbare stukje nat heidebiotoop is enkel toegankelijk onder begeleiding, maar vanuit een kijkhut gelegen op de baan tussen Herentals en Lichtaart kunnen de verschillende vogelsoorten worden gadegeslagen.
Verder stroomopwaarts, in het gebied van Eerselingen tot Oosteneind, liggen een groot aantal oude rivierarmen. Extensief bewerkte weilanden en bloemrijke landschappen wisselen elkaar af in deze agrarische vallei.

## Bezienswaardigheden

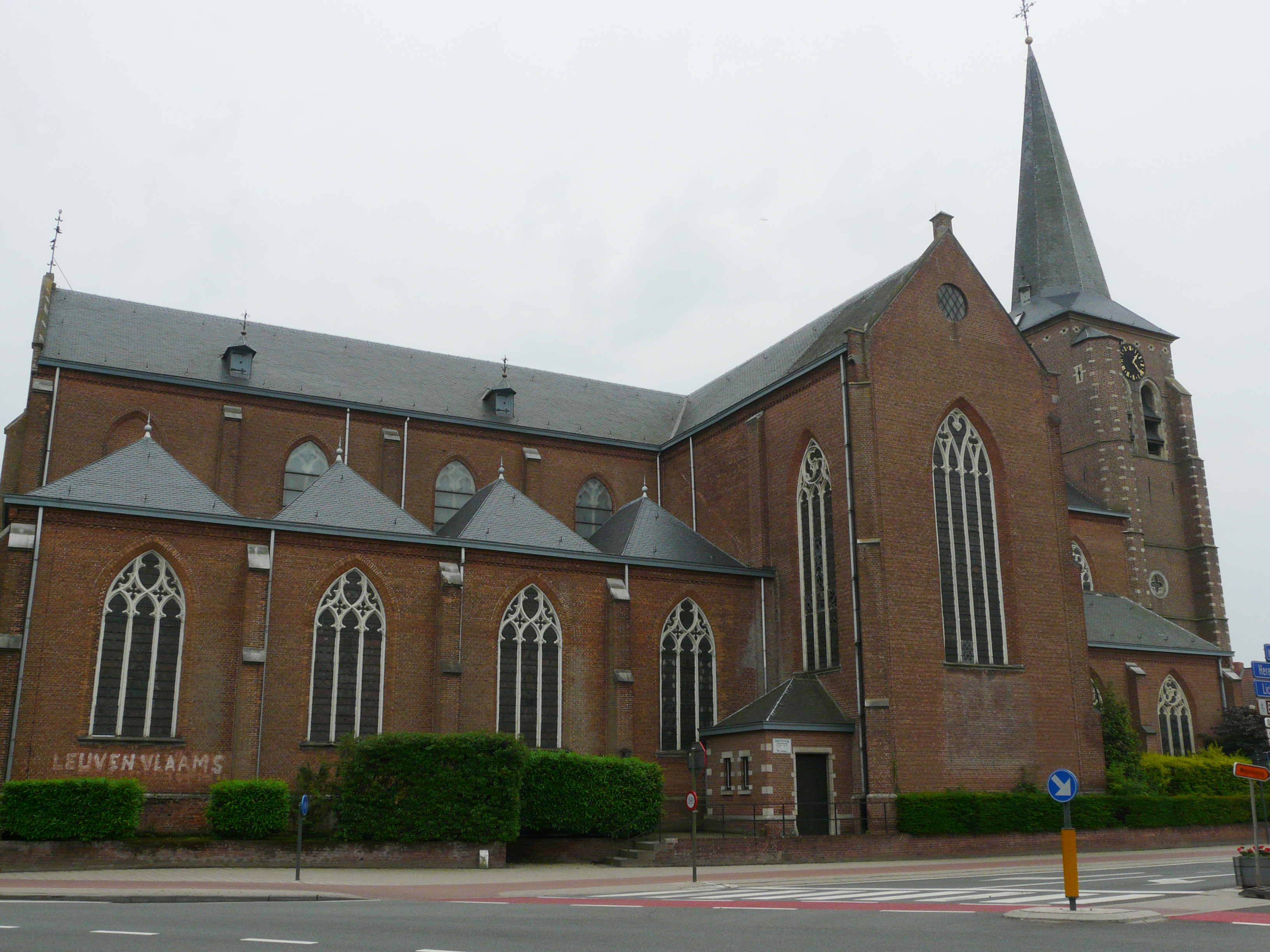
Sint-Willibrorduskerk

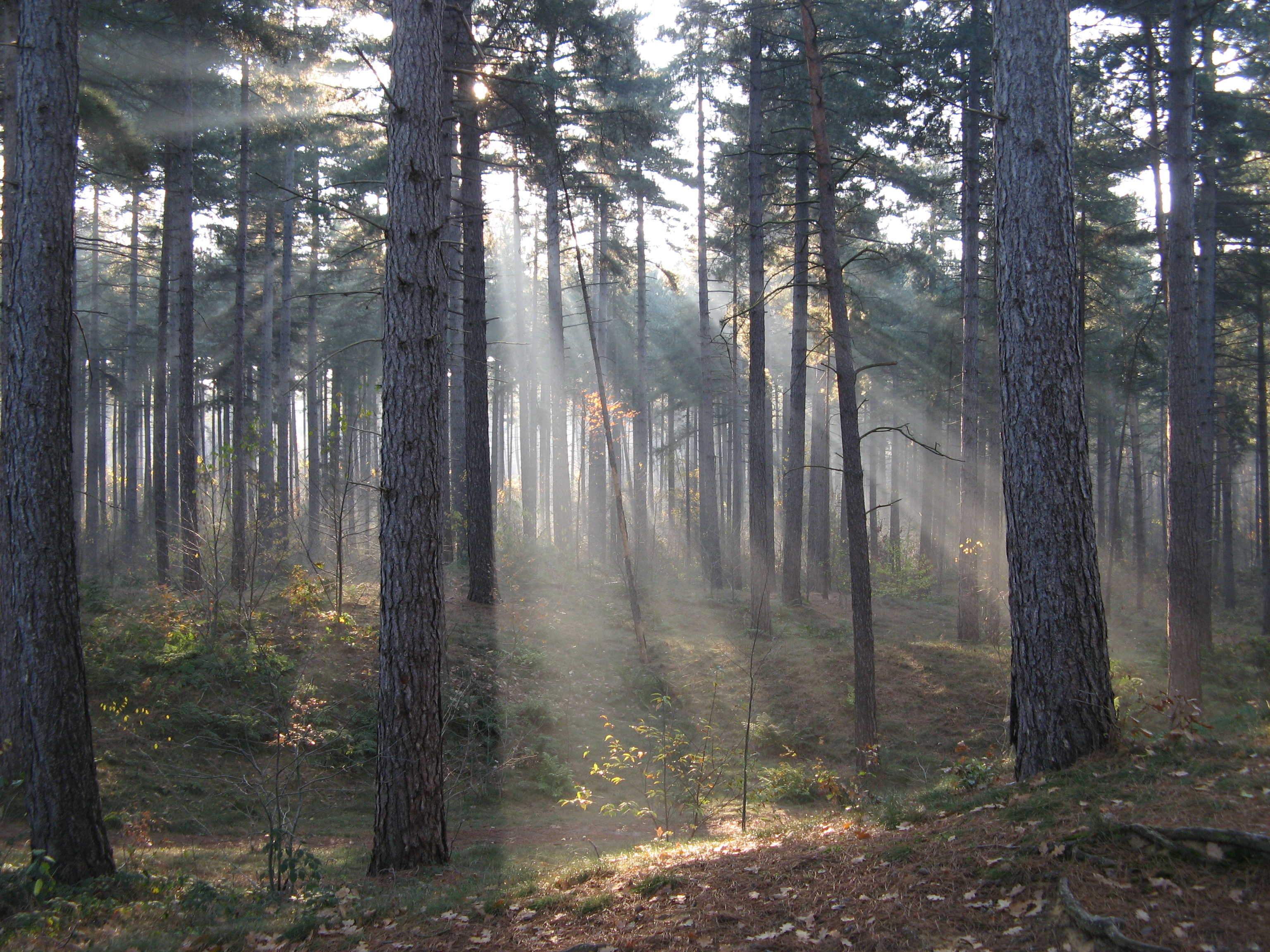
De bossen van Kasterlee

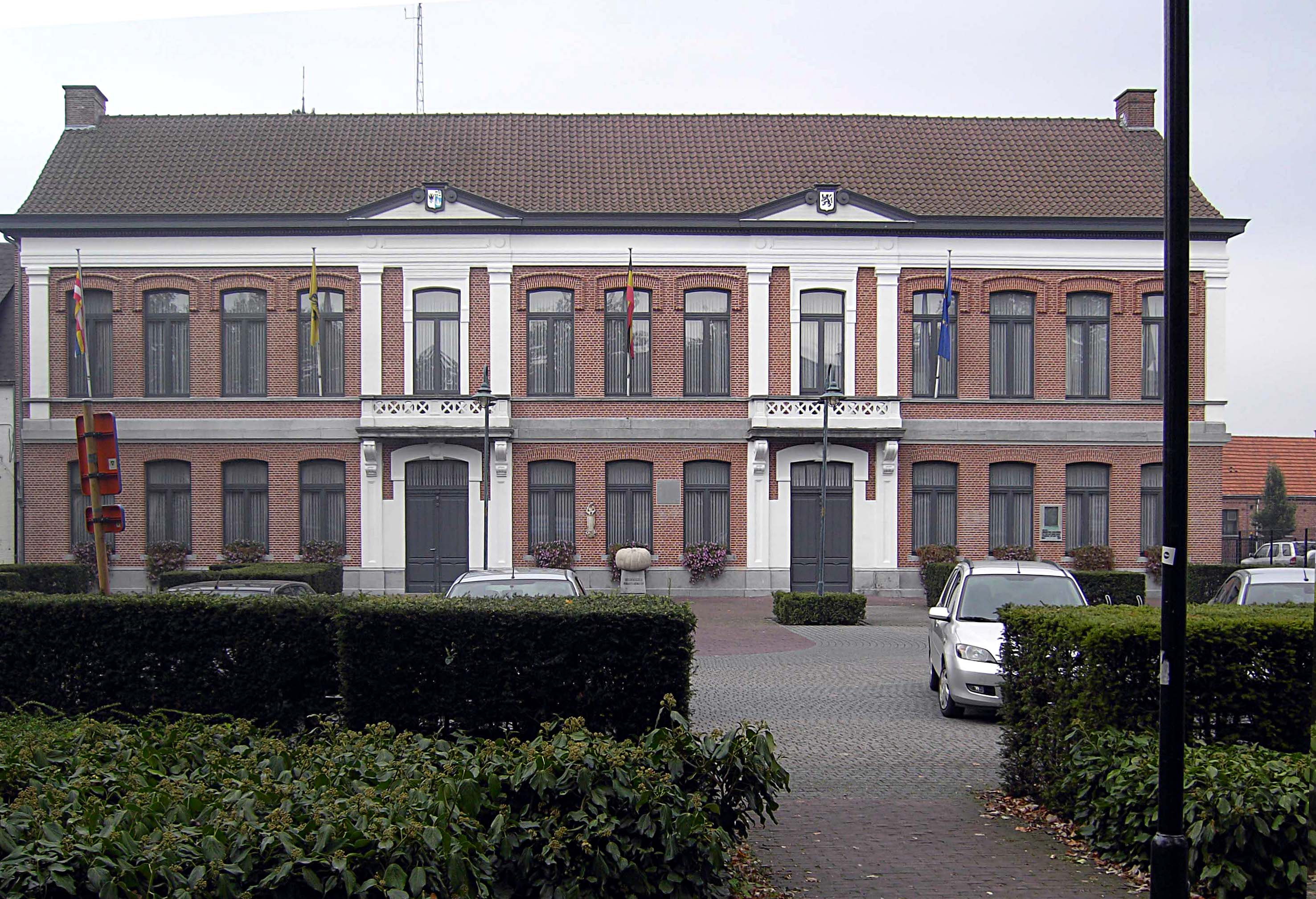
Het in 2008 gerestaureerde gemeentehuis.

- De Sint-Willibrorduskerk
- De Keeses Molen
- De Watermolen van Houtem
- De Zwarte Molen
- De Oostmolen

## Demografie

### Demografische ontwikkeling voor de fusie
- Bronnen:NIS, Opm:1806 tot en met 1970=volkstellingen; 1976 = inwoneraantal op 31 december

### Demografische ontwikkeling van de fusiegemeente
Alle historische gegevens hebben betrekking op de huidige gemeente, inclusief deelgemeenten, zoals ontstaan na de fusie van 1 januari 1977.
- Bronnen:NIS, Opm:1806 tot en met 1981=volkstellingen; 1990 en later= inwonertal op 1 januari

| Inwoners van jaar tot jaar op 1 januari 1992 tot heden | Inwoners van jaar tot jaar op 1 januari 1992 tot heden | Inwoners van jaar tot jaar op 1 januari 1992 tot heden |
| jaar                                                   | Aantal                                                 | Evolutie: 1992=index 100                               |
| ------------------------------------------------------ | ------------------------------------------------------ | ------------------------------------------------------ |
| 1992                                                   | 16.315                                                 | 100,0                                                  |
| 1993                                                   | 16.568                                                 | 101,6                                                  |
| 1994                                                   | 16.872                                                 | 103,4                                                  |
| 1995                                                   | 17.115                                                 | 104,9                                                  |
| 1996                                                   | 17.239                                                 | 105,7                                                  |
| 1997                                                   | 17.379                                                 | 106,5                                                  |
| 1998                                                   | 17.374                                                 | 106,5                                                  |
| 1999                                                   | 17.526                                                 | 107,4                                                  |
| 2000                                                   | 17.554                                                 | 107,6                                                  |
| 2001                                                   | 17.633                                                 | 108,1                                                  |
| 2002                                                   | 17.664                                                 | 108,3                                                  |
| 2003                                                   | 17.700                                                 | 108,5                                                  |
| 2004                                                   | 17.767                                                 | 108,9                                                  |
| 2005                                                   | 17.899                                                 | 109,7                                                  |
| 2006                                                   | 17.908                                                 | 109,8                                                  |
| 2007                                                   | 17.988                                                 | 110,3                                                  |
| 2008                                                   | 18.053                                                 | 110,7                                                  |
| 2009                                                   | 18.058                                                 | 110,7                                                  |
| 2010                                                   | 18.136                                                 | 111,2                                                  |
| 2011                                                   | 18.138                                                 | 111,2                                                  |
| 2012                                                   | 18.132                                                 | 111,1                                                  |
| 2013                                                   | 17.965                                                 | 110,1                                                  |
| 2014                                                   | 17.973                                                 | 110,2                                                  |
| 2015                                                   | 18.052                                                 | 110,6                                                  |
| 2016                                                   | 18.331                                                 | 112,4                                                  |
| 2017                                                   | 18.501                                                 | 113,4                                                  |
| 2018                                                   | 18.600                                                 | 114,0                                                  |
| 2019                                                   | 18.655                                                 | 114,3                                                  |
| 2020                                                   | 18.882                                                 | 115,7                                                  |
| 2021                                                   | 19.052                                                 | 116,8                                                  |
| 2022                                                   | 19.140                                                 | 117,3                                                  |
| 2023                                                   | 19.478                                                 | 119,4                                                  |
| 2024                                                   | 19.648                                                 | 120,4                                                  |
| 2025                                                   | 19.802                                                 | 121,4                                                  |

## Politiek

### Structuur
De gemeente Kasterlee maakt deel uit van het kieskanton Herentals, gelegen in het provinciedistrict Herentals, het kiesarrondissement Mechelen-Turnhout en ten slotte de kieskring Antwerpen.
| Kasterlee        | Kasterlee        | Supranationaal         | Nationaal                         | Nationaal           | Gemeenschap         | Gewest              | Provincie           | Arrondissement    | Provinciedistrict | Kanton          | Gemeente        |
| ---------------- | ---------------- | ---------------------- | --------------------------------- | ------------------- | ------------------- | ------------------- | ------------------- | ----------------- | ----------------- | --------------- | --------------- |
| Administratief   | Niveau           | Europese Unie          | België                            | België              | Vlaanderen          | Vlaanderen          | Antwerpen           | Turnhout          | Turnhout          | Turnhout        | Kasterlee       |
| Administratief   | Bestuur          | Europese Commissie     | Belgische regering                | Belgische regering  | Vlaamse regering    | Vlaamse regering    | Deputatie           | Deputatie         | Deputatie         | Deputatie       | Gemeentebestuur |
| Administratief   | Raad             | Europees Parlement     | Kamer van volksvertegenwoordigers | Vlaams Parlement    | Vlaams Parlement    | Vlaams Parlement    | Provincieraad       | Provincieraad     | Provincieraad     | Provincieraad   | Gemeenteraad    |
| Kiesomschrijving | Kiesomschrijving | Nederlands Kiescollege | Kieskring Antwerpen               | Kieskring Antwerpen | Kieskring Antwerpen | Kieskring Antwerpen | Kieskring Antwerpen | Mechelen-Turnhout | Herentals         | Herentals       | Kasterlee       |
| Verkiezing       | Verkiezing       | Europese               | Federale                          | Federale            | Vlaamse             | Vlaamse             | Provincieraads-     | Provincieraads-   | Provincieraads-   | Provincieraads- | Gemeenteraads-  |

### Geschiedenis

#### (Voormalige) Burgemeesters
| Tijdspanne | Tijdspanne   | Burgemeester                            |
| ---------- | ------------ | --------------------------------------- |
|            | 1802 - 1804  | Jean Corneille Huysmans                 |
|            | 1804 - 1834  | Martin François Vissers                 |
|            | 1836 - 1843  | Pierre Dierckx                          |
|            | 1843 - 1844  | Joannes Baptista Dierckx                |
|            | 1844 - 1877  | Benedictus Nicolaus Meses               |
|            | 1877 - 1908  | Joannes Adolphus Van Ballaer            |
|            | 1908 - ....  | Jan Frans Steenackers                   |
|            | 1941 - 1944  | Juul Van den Putte                      |
|            | 1947 - 1958  | André Lesseliers                        |
|            | 1958 - 1965  | Theofiel Janssens                       |
|            | 1965 - 1976  | Eugeen Otten (CVP)                      |
|            | 1977 - 1983  | Franciscus Gildardus Van de Water (CVP) |
|            | 1983 - 2005  | Walter Otten (CVP / CD&V)               |
|            | 2005 - heden | Ward Kennes (CD&V)                      |

#### Legislatuur 1989 - 1994
De PVV kwam op onder de naam Groep Eenheid (GE), de kieslijst werd getrokken door F Van Beirendonck. De Volksunie werd omgevormd tot Gemeentebelangen. Lijsttrekker voor deze partij was D. Taelman-De Mulder.

#### Resultaten gemeenteraadsverkiezingen sinds 1976
| Partij of kartel     | Partij of kartel                                                  | 10-10-1976 | 10-10-1976 | 10-10-1982 | 10-10-1982 | 9-10-1988 | 9-10-1988 | 9-10-1994 | 9-10-1994 | 8-10-2000 | 8-10-2000 | 8-10-2006 | 8-10-2006 | 14-10-2012 | 14-10-2012 | 14-10-2018 | 14-10-2018 | 13-10-2024 | 13-10-2024 |
| Stemmen / Zetels     | Stemmen / Zetels                                                  | %          | 23         | %          | 23         | %         | 23        | %         | 25        | %         | 25        | %         | 25        | %          | 25         | %          | 25         | %          | 25         |
| -------------------- | ----------------------------------------------------------------- | ---------- | ---------- | ---------- | ---------- | --------- | --------- | --------- | --------- | --------- | --------- | --------- | --------- | ---------- | ---------- | ---------- | ---------- | ---------- | ---------- |
|                      | CVP1/ CD&V-N-VAA/ CD&V2/ CD&V team KLT3                           | 68,291     | 19         | 68,241     | 18         | 55,861    | 15        | 61,941    | 18        | 46,961    | 14        | 49,10A    | 14        | 43,852     | 14         | 43,12      | 13         | 42,03      | 13         |
|                      | VU-GM1/ VU2/ Gemeentebelangen3/ CD&V-N-VAA/ N-VA4/ N-VA-Open VldB | 19,261     | 4          | 15,572     | 3          | 10,633    | 2         | -         |           | -         |           | 49,10A    | 14        | 28,134     | 8          | 32,3B      | 7          | 18,94      | 5          |
|                      | PVV1/ GE2/ VLD3/ Open Vld4/ N-VA-Open VldB/ Actief 24605          | -          |            | 7,521      | 1          | 18,651    | 4         | 20,352    | 5         | 26,453    | 7         | 15,353    | 3         | 8,714      | 1          | 32,3B      | 2          | 17,05      | 4          |
|                      | SP1/ sp.a-Groen!C/ sp.a2/ Vooruit3                                | 6,391      | 0          | 8,481      | 1          | 6,771     | 1         | 8,181     | 1         | 8,191     | 1         | 13,01C    | 3         | 5,322      | 0          | 3,52       | 0          | 4,63       | 0          |
|                      | Agalev1/ sp.a-Groen!C/ Groen2                                     | -          |            | -          |            | 8,091     | 1         | 9,351     | 1         | 9,111     | 1         | 13,01C    | 3         | 7,922      | 1          | 11,82      | 2          | 5,62       | 0          |
|                      | Vlaams Blok1/ Vlaams Belang2                                      | -          |            | -          |            | -         |           | -         |           | 9,291     | 2         | 12,992    | 3         | 6,072      | 1          | 9,32       | 1          | 11,82      | 3          |
|                      | Vrij KLT                                                          | -          |            | -          |            | -         |           | -         |           | -         |           | 9,55      | 2         | -          |            | -          |            | -          |            |
|                      | CD                                                                | 6,06       | 0          | -          |            | -         |           | -         |           | -         |           | -         |           | -          |            | -          |            | -          |            |
| Blanco en ongeldig % | Blanco en ongeldig %                                              | 3,67       | 3,67       | 5,38       | 5,38       | 5,22      | 5,22      | 4,95      | 4,95      | 4,10      | 4,10      | 4,36      | 4,36      | 2,97       | 2,97       | 3,6        | 3,6        | 0,4        | 0,4        |
| Totaal stemmen       | Totaal stemmen                                                    | 8.151      | 8.151      | 9.840      | 9.840      | 10.374    | 10.374    | 11.242    | 11.242    | 12.036    | 12.036    | 12.690    | 12.690    | 12.955     | 12.955     | 13.789     | 13.789     | 10.218     | 10.218     |
| Opkomst %            | Opkomst %                                                         |            |            |            |            | 96,61     | 96,61     | 95,33     | 95,33     | 94,91     | 94,91     | 95,80     | 95,80     | 93,86      | 93,86      | 94,0       | 94,0       | 66,7       | 66,7       |

De zetels van de gevormde coalitie staan vetjes afgedrukt. De grootste partij is in kleur.

## Mobiliteit

### Openbaar vervoer
De spoorwegverbinding loopt langs Tielen via de lijn Turnhout-Herentals; verbetering werd bekomen vanaf mei '98 naar Brussel met rechtstreekse verbindingen. Eind 2007 kwam er ook een rechtstreekse verbinding met Antwerpen. Dit werd mogelijk gemaakt door in de halte Tielen een ontdubbeling te doen van spoorlijn 29. De lijnbustrafiek loopt tot in Kasterlee-centrum.

### Wegennet
De gemeente is per auto te bereiken via de E34 en de E313.

## Trivia
- Kasterlee nam in 2008 als dorp deel aan de wedstrijd "Het mooiste dorp van Vlaanderen".[6] In de provinciale voorronde werd Kasterlee verkozen tot mooiste dorp van de provincie Antwerpen door onder andere de dorpen Sint-Amands en Baarle-Hertog te verslaan.[7] Hierdoor kwalificeerde het zich automatisch voor de finale op Vlaams niveau waar het dorp echter zijn meerdere moest erkennen in de Limburgse gemeente Oud-Rekem. Desondanks mag Kasterlee zich dankzij deze wedstrijd tot de mooiste dorpen van Vlaanderen rekenen.

## Toerisme
Op vlak van toerisme is Kasterlee een grote trekpleister van de provincie Antwerpen. Populair zijn bijvoorbeeld het recreatiegebied Kabouterberg (in de heuvelachtige zandduinen van natuurdomein De Hoge Mouw), het pretpark Bobbejaanland en het recreatiegebied en natuurdomein De Hoge Rielen. Kasterlee telt 8 hotels en verschillende campings en bivak-, kampeer- en trekkershuizen. Kasterlee heeft een zeer levendige dorpskern met verscheidene cafés en restaurants. Verder beschikt het over een wandel-, fiets-, mountainbike- en ruiternetwerk. Kano- en kajakvaren, minigolf en andere recreatie zijn bekend tot ver in de omstreken.

## Bekende inwoners
Bekende personen die geboren of woonachtig zijn of waren in Kasterlee of een andere significante band met de gemeente hebben:
- Thomas Louis Heylen (1856-1941), abt van de abdij van Tongerlo en bisschop van Namen
- Mgr. Hermenegild Jozef Noyens (1932 - 2019), abt van de abdij van Tongerlo en Abt-generaal van de norbertijnen
- Hans Otten (1971), tv- en radiopersoonlijkheid
- Joos Valgaeren (1976), voetballer
- Hukkelfukkers

## Aangrenzende gemeenten
| Aangrenzende gemeenten | Aangrenzende gemeenten | Aangrenzende gemeenten | Aangrenzende gemeenten | Aangrenzende gemeenten |
| ---------------------- | ---------------------- | ---------------------- | ---------------------- | ---------------------- |
| Vosselaar              |                        | Turnhout               |                        | Oud-Turnhout           |
|                        |                        |                        |                        |                        |
| Lille                  | Retie                  |                        |                        |                        |
|                        |                        |                        |                        |                        |
| Herentals, Olen        |                        | Geel                   |                        |                        |

## Nabijgelegen kernen
Lichtaart, Tielen, Ten Aard, Retie, Turnhout